# Лидди, Рикардо
Рикардо Лидди (англ. Ricardo Liddie; род. 5 февраля 1966) — сент-китс и невисский легкоатлет, выступавший в беге на короткие дистанции. Участник летних Олимпийских игр 1996 года.

## Биография
Рикардо Лидди родился 5 февраля 1966 года.
В 1995 году участвовал в чемпионате мира по лёгкой атлетике в Гётеборге. В эстафете 4х100 метров сборная Сент-Китса и Невиса, за которую также выступали Бертрам Хейнс, Ким Коллинз и Кервин Уоллес, выбыла в четвертьфинале, установив национальный рекорд — 40,12 секунды.
В 1996 году вошёл в состав сборной Сент-Китса и Невиса на летних Олимпийских играх в Атланте. В эстафете 4х100 метров сборная Сент-Китса и Невиса, за которую также выступали Бертрам Хейнс, Ким Коллинз и Алан Максим Исайя, заняла в четвертьфинале 4-е место, показав результат 40,12 и уступив 1,14 секунды попавшей в полуфинал с 3-го места команде Сьерра-Леоне.

## Личный рекорд
- Бег на 100 метров — 10,76 (1995)[4]